# Самі Ніку
Самі Ніку (фін. Sami Niku; 10 жовтня 1996, м. Гаапавесі, Фінляндія) — фінський хокеїст, захисник. Виступає за Ільвес у Лійзі.
Вихованець хокейної школи ЮІП (Ювяскюля). Виступав за ЮІП (Ювяскюля), «Манітоба Мус», «Вінніпег Джетс», «Монреаль Канадієнс», «Лаваль Рокет».
В НХЛ — 67 матчів (2+14), у плей-оф — 0 матчів (0+0).
У складі молодіжної збірної Фінляндії учасник чемпіонату світу 2015. У складі юніорської збірної Фінляндії учасник чемпіонату світу 2014.